# Quyền LGBT ở Quần đảo Marshall
Quyền đồng tính nữ, đồng tính nam, song tính và chuyển giới (tiếng Marshall: ???; tiếng Anh: lesbian, gay, bisexual and transgender)  ở Quần đảo Marshall có thể phải đối mặt với những thách thức pháp lý mà những người không phải LGBT không gặp phải.
Đồng tính luyến ái đã được hợp pháp tại Quần đảo Marshall từ năm 2005. Mặc dù vậy, các hộ gia đình do các cặp đồng giới đứng đầu không đủ điều kiện bảo vệ pháp lý giống nhau cho các cặp vợ chồng khác giới, như hôn nhân đồng giới và kết hợp dân sự không được phép. Đất nước này không có luật bảo vệ người LGBT khỏi sự phân biệt đối xử.
Tổ chức Sự thật Con người đã liệt kê Quần đảo Marshall ở hạng 88 cho quyền LGBT. Điều này tương tự với các quốc gia Thái Bình Dương khác, chẳng hạn như Palau (86), Nauru (87) và Micronesia (90).
Năm 2011, Quần đảo Marshall đã ký "tuyên bố chung về chấm dứt các hành vi bạo lực và vi phạm nhân quyền liên quan dựa trên xu hướng tính dục và bản dạng giới" ở Liên hợp quốc, lên án bạo lực và phân biệt đối xử với người LGBT.

## Bảng tóm tắt
| Hoạt động tình dục đồng giới hợp pháp                                                                                       | (Từ năm 2005)     |
| Độ tuổi đồng ý | (Từ năm 2005)     |
| Luật chống phân biệt đối xử chỉ trong việc làm                                                                              | No                |
| Luật chống phân biệt đối xử trong việc cung cấp hàng hóa và dịch vụ                                                         | No                |
| Luật chống phân biệt đối xử trong tất cả các lĩnh vực khác (Bao gồm phân biệt đối xử gián tiếp, ngôn từ kích động thù địch) | No                |
| Hôn nhân đồng giới | No                |
| Công nhận các cặp đồng giới                                                                                                 | No                |
| Con nuôi của các cặp vợ chồng đồng giới                                                                                     | No                |
| Con nuôi chung của các cặp đồng giới                                                                                        | No                |
| Người LGBT được phép phục vụ công khai trong quân đội                                                                       | Không có quân đội |
| Quyền thay đổi giới tính hợp pháp                                                                                           | No                |
| Truy cập IVF cho đồng tính nữ                                                                                               | No                |
| Mang thai hộ thương mại cho các cặp đồng tính nam                                                                           | No                |
| NQHN được phép hiến máu | No                |